# بول تشامبرلين
بول تشامبرلين (بالإنجليزية: Paul Chamberlin)‏ مواليد 26 مارس 1962 في توليدو، هو لاعب كرة مضرب أمريكي سابق بدأ مسيرته كمحترف سنة 1986 وكان يلعب باليد اليمنى، اعتزل اللعب في 1991. أعلى تصنيف له في الفردي كان المركز الـ 46 في سنة 1990.

## روابط خارجية
- بول تشامبرلين على موقع رابطة محترفي التنس (الإنجليزية)
- بول تشامبرلين على موقع الاتحاد الدولي لكرة المضرب (الإنجليزية)
- بول تشامبرلين على موقع خلاصة التنس.كوم (الإنجليزية)